# Team DSM (Frauenradsport)/Saison 2021

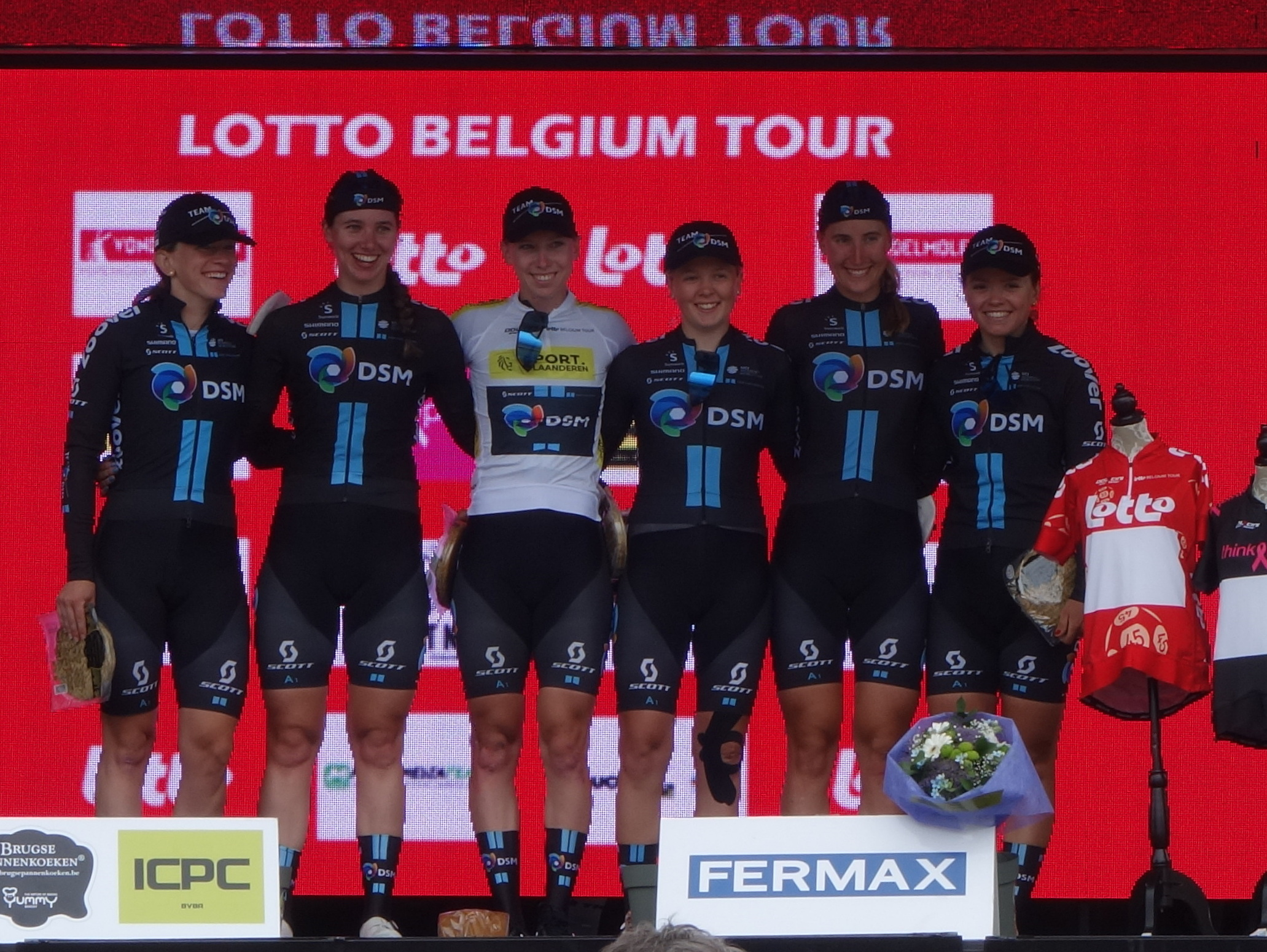
Das Team DSM nach der letzten Etappe der Lotto Belgium Tour am 25. Juni 2021

Diese Liste beschreibt den Kader und die Erfolge des UCI Women’s WorldTeams DSM in der Saison 2021.

## Kader
| Teamkader 2021          | Teamkader 2021     | Teamkader 2021         | Teamkader 2021                         |
| Name                    | Geburtsdatum       | Land                   | Vorheriges Team                        |
| ----------------------- | ------------------ | ---------------------- | -------------------------------------- |
| Susanne Andersen        | 23. Juli 1998      | Norwegen               | Hitec Products-Birk Sport (2018)       |
| Pfeiffer Georgi         | 27. September 2000 | Vereinigtes Königreich | Jadan Weldtite (2018)                  |
| Megan Jastrab           | 29. Januar 2002    | Vereinigte Staaten     | Rally Cycling (2020)                   |
| Leah Kirchmann          | 30. Juni 1990      | Kanada                 | Optum-Kelly Benefit Strategies (2015)  |
| Franziska Koch          | 13. Juli 2000      | Deutschland            | Watersley International (2019)         |
| Juliette Labous         | 4. November 1998   | Frankreich             | VC Morteau Montbenoit (2016)           |
| Liane Lippert           | 13. Januar 1998    | Deutschland            |                                        |
| Floortje Mackaij        | 18. Oktober 1995   | Niederlande            |                                        |
| Wilma Olausson          | 9. April 2001      | Schweden               |                                        |
| Esmée Peperkamp         | 23. Juli 1997      | Niederlande            | Loving potatoes-de Jonge Renner (2020) |
| Coryn Rivera            | 26. August 1992    | Vereinigte Staaten     | UnitedHealthcare Women's Team (2016)   |
| Julia Soek              | 12. Dezember 1990  | Niederlande            | Sengers (2013)                         |
| Lorena Wiebes           | 17. März 1999      | Niederlande            | Parkhotel Valkenburg (2020)            |
|                         |                    |                        |                                        |
| Quelle: ProCyclingStats |                    |                        |                                        |

## Siege
| Siege    | Siege                                               | Siege                  | Siege  | Siege            | Siege |
| Datum    | Rennen                                              | Staat                  | Klasse | Siegerin         |       |
| -------- | --------------------------------------------------- | ---------------------- | ------ | ---------------- | ----- |
| 7. Apr.  | Scheldeprijs women                                  | Belgien                | 1.1    | Lorena Wiebes    |       |
| 30. Apr. | Festival Elsy Jacobs, Prolog                        | Luxemburg              | 2.Pro  | Lorena Wiebes    |       |
| 8. Mai   | Grote Prijs Eco-Struct                              | Belgien                | 1.2    | Lorena Wiebes    |       |
| 26. Mai  | Lotto Thüringen Ladies Tour, 2. Etappe              | Deutschland            | 2.Pro  | Lorena Wiebes    |       |
| 30. Mai  | Lotto Thüringen Ladies Tour, 6. Etappe              | Deutschland            | 2.Pro  | Lorena Wiebes    |       |
| 6. Jun.  | Dwars door de Westhoek                              | Belgien                | 1.1    | Lorena Wiebes    |       |
| 23. Jun. | Belgium Tour, 1. Etappe                             | Belgien                | 2.1    | Lorena Wiebes    |       |
| 6. Jul.  | Giro d'Italia Women, 5. Etappe                      | Italien                | 2.Pro  | Lorena Wiebes    |       |
| 9. Jul.  | Giro d'Italia Women, 8. Etappe                      | Italien                | 2.Pro  | Lorena Wiebes    |       |
| 11. Jul. | Giro d'Italia Women, 10. Etappe                     | Italien                | 2.Pro  | Coryn Rivera     |       |
| 12. Sep. | Choralis Fourmies Féminine                          | Frankreich             | 1.2    | Pfeiffer Georgi  |       |
| 18. Sep. | Tour de la Semois, Gesamtwertung                    | Belgien                | 2.2    | Floortje Mackaij |       |
| 18. Sep. | Tour de la Semois, 2. Etappe                        | Belgien                | 2.2    | Floortje Mackaij |       |
| 7. Okt.  | The Women’s Tour, 4. Etappe                         | Vereinigtes Königreich | 2.WWT  | Lorena Wiebes    |       |
| 8. Okt.  | The Women’s Tour, 5. Etappe                         | Vereinigtes Königreich | 2.WWT  | Lorena Wiebes    |       |
| 17. Okt. | Britische Meisterschaften, Straßenrennen der Frauen | Vereinigtes Königreich | CN     | Pfeiffer Georgi  |       |
| 23. Okt. | Ronde van Drenthe                                   | Niederlande            | 1.WWT  | Lorena Wiebes    |       |